# Matthew McGrath
Matthew John “Matt” McGrath (Nenagh, 18 de dezembro de 1876 – Nova York, 29 de janeiro de 1941) foi um campeão olímpico norte-americano, especialista no lançamento do martelo e participante de quatro Jogos Olímpicos.

## Carreira
Nascido na Irlanda e imigrando ainda adolescente para os Estados Unidos, de onde obteve cidadania, tinha em sua melhor forma 1,82 m e 112 kg, integrando o Irish American Athletic Club e fazendo parte do grupo assim chamado de  Irish Whales (Baleias Irlandesas), dominante nos arremessos de peso e martelo da época, quando era considerado um dos maiores lançadores do mundo.
"Matt" McGrath não obteve sucesso no martelo até a idade de 27 anos, em 1902, quando conseguiu a sétima melhor marca do mundo. Entretanto, pelos anos seguintes integraria a lista dos dez melhores da modalidade até a idade de 50 anos, fazendo de sua carreira uma das mais longas e consistentes da história do esporte. Estreou em Jogos Olímpicos em Londres 1908, ficando com a medalha de prata atrás do compatriota e tricampeão olímpico John Flanagan. Em Estocolmo 1912, retornou aos Jogos e conquistou a medalha de ouro de maneira absoluta, sagrando-se campeão com a marca de 54,74 m, seis metros a mais que o segundo colocado, um recorde olímpico que perdurou até Berlim 1936.
Em Antuérpia 1920, Matt era o co-favorito para um novo ouro junto com o colega de clube de atletismo Patrick Ryan, que se sagrou campeão, mas machucando o joelho durante a competição acabou apenas em quinto lugar.  Em Paris 1924, aos 47 anos de idade, conquistou nova medalha de prata na modalidade, tornando-se o mais idoso atleta dos Estados Unidos a ganhar uma medalha olímpica no atletismo até hoje.
Na era do esporte olímpico completamente amador, ao mesmo tempo em que competia e mesmo nos anos seguintes, McGrath trabalhava como policial na cidade de Nova York, chegando à patente de tenente-inspetor e recebendo por duas vezes a Medalha de Valor do NYPD.